# Johanna van Riebeeck
Johanna Maria van Riebeeck (Batavia, 15 februari 1679 – Amsterdam, 18 januari 1759) was een Nederlandse die in een notitieboekje voor haar ouders beschreef welke voeding nodig was voor de thuisreis per boot van Batavia naar de Republiek der Zeven Verenigde Nederlanden. Ook gaf ze aan hoe de scheepsproviand 'verzorgd en bereid' kon worden. In bewaard gebleven brieven beschreef zij het leven bij Kaap de Goede Hoop. 

## Biografie
Johanna van Riebeeck was de dochter van Abraham van Riebeeck, gouverneur-generaal van de Verenigde Oostindische Compagnie (VOC) en de kleindochter van Jan van Riebeeck, de stichter van Kaap de Goede Hoop. Haar ouders, Abraham van Riebeeck en Elisabeth van Oosten, kregen in totaal tien kinderen. Naast Johanna zouden alleen haar jongere zus Elisabeth en haar broer Jan de volwassen leeftijd bereiken. De opvoeding van Van Riebeeck was relatief sober vergeleken met de weelde waarin de meeste andere gezinnen van vooraanstaande VOC-dienaren leefde. Dit kwam doordat Van Riebeecks vader weigerde om te delen in de zelfverrijking die binnen de hogere kringen van VOC op Batavia gebruikelijk was.
Zij trouwde achtereenvolgens met Gerrit de Heere, gouverneur en directeur van Ceylon, Joan van Hoorn, een gefortuneerde gouverneur-generaal van de VOC en met de eveneens zeer gefortuneerde Cornelis Bors van Waveren, pensionaris en bewindhebber van de West-Indische Compagnie. Door haar drie huwelijken — zijn overleefde al haar echtgenoten — raakte zij in zeer goede doen. Met haar tweede echtgenoot en diens dochter Pieternelletje keerde zij terug naar Nederland. Na zijn overlijden, hertrouwde ze in 1712 met Bors van Waveren. Haar stiefdochter Pieternelletje trouwde in 1715 met Jan Trip de jonge.
Van Riebeeck schreef een zogenaamd 'Mondprovisieboekje' waarin ze beschreef welke voeding nodig was voor de thuisreis van Indië, via Kaap de Goede Hoop naar de Republiek. Ook adviseerde zij op welke wijze de scheepsproviand 'verzorgd en bereid' kon worden. In haar brieven, die bewaard zijn gebleven, beschreef zij zeer gedetailleerd het leven in Kaap de Goede Hoop in het begin van de achttiende eeuw. Zij overleed op 18 januari 1759 op bijna 80-jarige leeftijd in haar woonplaats Amsterdam.